# St. Erme Communal Cemetery Extension
St. Erme Communal Cemetery Extension is een Britse militaire begraafplaats met gesneuvelden uit de Eerste en Tweede Wereldoorlog, gelegen in de Franse gemeente Saint-Erme-Outre-et-Ramecourt (departement Aisne). 
De begraafplaats ligt in de parochie Saint-Erme aan de Rue du Monument op 550 m ten noordoosten van het dorpscentrum (Église Saint-Erme). Ze sluit aan bij de westelijke rand van de gemeentelijke begraafplaats. De begraafplaats heeft een rechthoekig grondplan met afgeronde hoeken en een oppervlakte van 635 m². Ze wordt omsloten door een ruwe natuurstenen muur, afgedekt met witte dekstenen. Het Cross of Sacrifice staat centraal tegen de zuidelijke muur. De toegang aan de straatzijde bestaat uit een open constructie in natuursteen en witte kalksteen en is gemarkeerd met twee witte paaltjes. Via een zevental opwaartse treden leidt een pad van 30 m naar de eigenlijke ingang bestaande uit een metalen hek tussen witte stenen zuilen. Aan de oostelijke muur staat een dienstgebouwtje. Aan de westelijke muur staat een rustbank. De begraafplaats wordt onderhouden door de Commonwealth War Graves Commission.
Er liggen 84 doden begraven waaronder 7 niet geïdentificeerde.

## Geschiedenis
De begraafplaats werd aangelegd in de periode tussen de wapenstilstand en de verwijdering van de eerder aangelegde Duitse uitbreiding die aan de westelijke kant van de gemeentelijke begraafplaats was aangelegd. In 1938 werden nog 12 Britse soldaten vanuit geïsoleerde graven naar deze begraafplaats overgebracht.
Er liggen 76 slachtoffers uit de Eerste Wereldoorlog, waaronder 7 niet geïdentificeerde. Zesendertig van hen waren oorspronkelijk begraven op de gemeentelijke begraafplaats van Ramecourt.
Vele graven worden gemarkeerd met het opschrift Buried near this spot omdat ze niet meer gelokaliseerd konden worden. 
De acht slachtoffers uit de Tweede Wereldoorlog waren 6 Britten en 2 Canadezen. Zij waren bemanningsleden van een Stirling bommenwerpen die op 16 april 1946 neerstortte.

### Onderscheiden militairen
- James Lauder Shiells, piloot bij de Royal Air Force Volunteer Reserve werd onderscheiden met de Distinguished Flying Medal (DFM).
- de korporaals George Hornby (Yorkshire Regiment) en J. Spirit (Royal Field Artillery) en soldaat R.W. Pearson (Durham Light Infantry) werden onderscheiden met de Military Medal ( MM).